# Гран, Карл-Эрик
Карл-Эрик Ви́льхельм Гран (швед. Karl-Erik Vilhelm Grahn; 5 ноября 1914, Йёнчёпинг — 14 марта 1963, Бурос) — шведский футболист и футбольный тренер, играл на позиции полузащитника. Участник чемпионата мира 1938 года и летних Олимпийских игр 1936 года. Четырёхкратный чемпион Швеции в составе «Эльфсборг» (3 раза как игрок и 1 раз как главный тренер).

## Биография

### Клубная карьера
Всю футбольную карьеру играл за «Эльфсборг» и стабильно выступал за эту команду в течение 17 сезонов. В составе «Эльфсборга» Гран три раза выигрывал чемпионский титул и трижды был серебряным призёром. Всего в лиге Аллсвенскан сыграл за «Эльфсборг» 348 матчей и забил 58 голов.

### Карьера в сборной
Дебютировал за сборную Швеции 16 июня 1935 года в матче со сборной Дании — Швеция одержала победу со счётом 3:1 и Гран в том матче отметился дебютным голом за национальную сборную. Матч был примечателен тем, что все голы за сборную Швеции забили игроки «Эльфсборга»; помимо Грана голами отметились Свен Юнассон и Оке Халльман.
Принимал участие на олимпийском футбольном турнире 1936 года, где сыграл в единственном матче со сборной Японии (2:3). Через два года вошёл в состав сборной Швеции для участия на чемпионате мира 1938 года, но получив травму на поле не выходил. В 1941 году после ухода Юнассона стал капитаном сборной Швеции. Всего за сборную Швеции сыграл 41 матч.

### Тренерская карьера
В 1949 году после завершения игровой карьеры в качестве главного тренера возглавил «Эльфсборг», с которым проработал в течение трёх сезонов.
С 1956 по 1959 год он тренировал ГАИС. В 1961 году вновь возглавил «Эльфсборг» и завоевал с ним чемпионский титул. Это был первый случай, когда клуб в Швеции завоевал чемпионский титул после возвращения в Аллсвенскан

### Смерть
Скоропостижно скончался 14 марта 1963 года в Буросе в возрасте 48 лет.

## Достижения

### Как игрока
- Чемпион Швеции (3): 1935/36, 1938/39, 1939/40

### Как главного тренера
- Чемпион Швеции (1): 1961